# Ustyurtia
Ustyurtia – rodzaj motyli z podrzędu Glossata i nadrodziny Urodoidea. Jedyny z monotypowej rodziny Ustyurtiidae. Obejmuje dwa opisane gatunki, znane dotąd tylko z Kazachstanu. Zamieszkują pustynie i stepy. Gąsienice żerują na parolistach.

## Taksonomia
Rodzaj ten opisali po raz pierwszy w 2020 roku Lauri Kaila, Maria Heikkilä i Kari Nupponen, umieszczając go w nowej, monotypowej rodzinie Ustyurtiidae w obrębie nadrodziny Urodoidea, obejmującej jeszcze tylko rodzinę Urodidae. Autorzy zaliczyli do rodzaju dwa gatunki, opisane w tej samej publikacji:
- Ustyurtia charynica Kaila, Heikkilä et Nupponen, 2020
- Ustyurtia zygophyllivora Kaila, Heikkilä et Nupponen, 2020

Drugi z wymienionych wyznaczony został przez autorów gatunkiem typowym. Nazwa rodzajowa pochodzi od płaskowyżu Ustiurt w południowym Kazachstanie, gdzie znajduje się miejsce typowe gatunku typowego.

## Morfologia
Motyle o stosunkowo przysadzistym jak na przedstawicieli nadrodziny ciele. Głowa ma przylegające, blaszkowate łuski na czole, ciemieniu i potylicy, pozbawiona jest chetosemy i przyoczka. Aparat gębowy cechuje się uwstecznioną, krótką ssawką, drobnymi i jednoczłonowymi głaszczkami szczękowymi oraz krótkimi, trójczłonowymi, porośniętymi łuskami głaszczkami wargowymi. Czułki są mniej więcej tak długie jak przednie skrzydło, u samicy nitkowate, zaś u samca z rozszerzeniem u nasady biczyka. Przednie skrzydło osiąga od 6 do 8 mm długości i jest dość wąskie jak na Urodoidea. Wierzch skrzydła pokrywają pomieszane łuski brązowe i żółte lub białe. Użyłkowanie przedniego skrzydła wyróżnia się od tego u Urodidae brakiem komórki dodatkowej oraz umieszczeniem sektorów radialnych trzeciego i czwartego (Rs3 i Rs4) na szypułkach. Skrzydło tylne jest z wierzchu białe do jasnobrązowego, pozbawione pędzelka włosków na krawędzi kostalnej. Golenie przednich odnóży mają epifizy i pozbawione są ostróg, te środkowych odnóży mają po dwie ostrogi, a te odnóży tylnych po cztery ostrogi. Stopy mają kolce na spodniej stronie. Odwłok ma drugie sternum z apodemami pozbawionymi wyrostków przednio-bocznych. Samiec ma silnie zesklerotyzowaną kapsułę genitalną. Unkus jego jest silnie zesklerotyzowany, zakrzywiony, długi i całkowicie połączony stawowo z tak długim jak on tegmenem. Sakulus również dorównuje długością tegmenowi. Charakterystyczne są dla Ustyurtiidae również zespolone nasadowo i wskutek tego nieruchome walwy oraz winkulum przedłużone w długi i smukły sakus. Fallus jest długi, igłowaty i pozbawiony cierni, od strony brzuszno-bocznej otoczony jukstą. Genitalia samicy opisane zostały tylko u gatunku typowego. Mają one długie gonapofizy obu par oraz pozbawioną znamion torebkę kopulacyjną o eliptycznym korpusie, okrągłym ujściu i błoniastym przewodzie.

## Występowanie i ekologia
Rodzaj palearktyczny. Oba gatunki znane są tylko z południowej części Kazachstanu. Gatunek typowy poławiano na pustyni gipsowej, zaś U. charynica na skąpo porośniętym roślinnością kamienistym stepie. Owady dorosłe są aktywne od południa do późnego wieczora. Latają na krótkie odległości i blisko powierzchni gruntu. Gąsienice żerują od wczesnej wiosny na parolistach. Przepoczwarczają się najpóźniej w pierwszej połowie maja w oprzędzie skonstruowanym na roślinie żywicielskiej. Oprzęd ten ma kolor kremowy, kształt odwróconej łódki i siateczkowatą konstrukcję, przypominającą tą u Urodidae, jest jednak gęściej wypełniony przędzą, sztywniejszy i zaopatrzony w podłużne żeberka, dzięki czemu jego przód pęka na płaty w czasie opuszczania kokonu przez imago.